# Копальничі цукерки

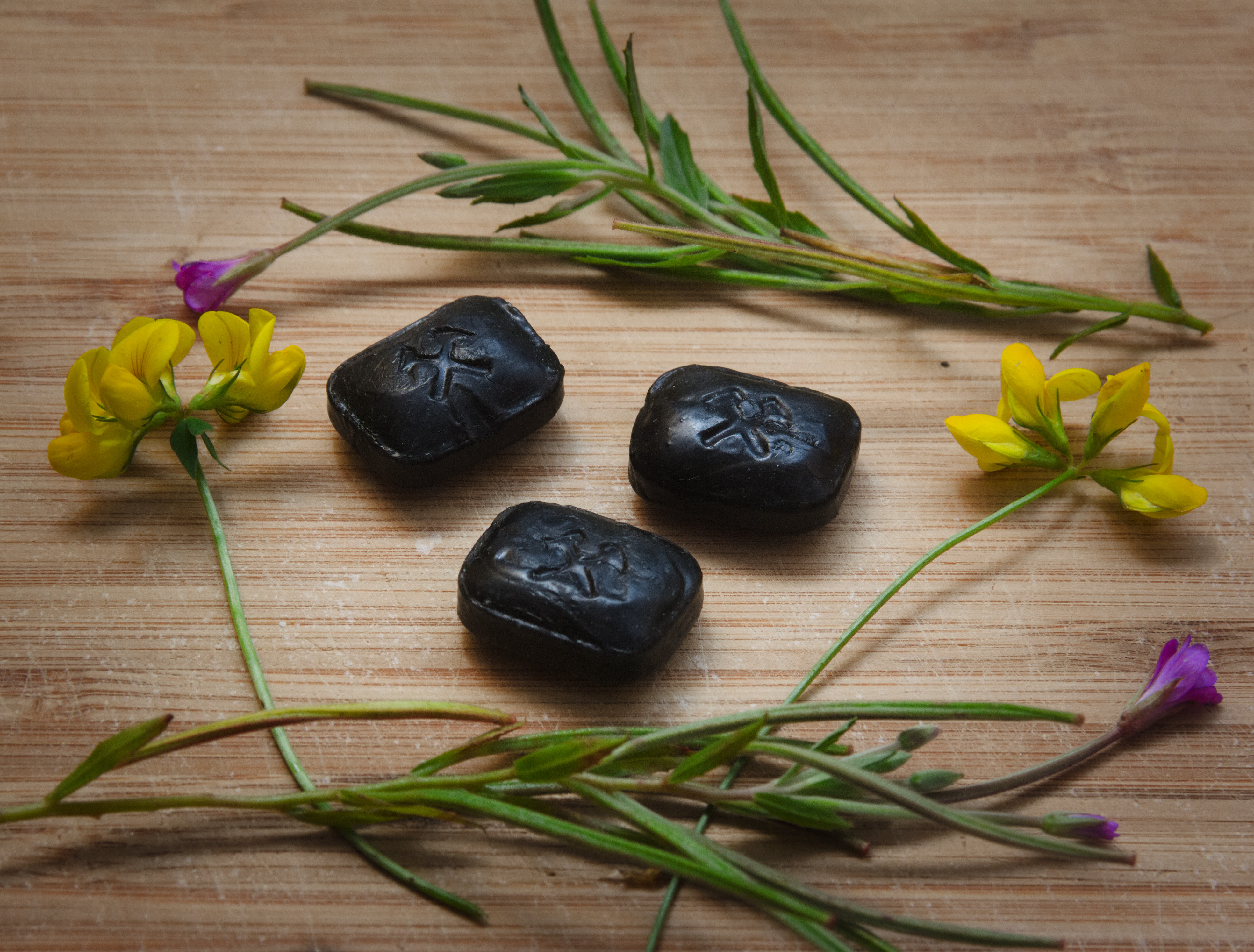
Копальничі цукерки (Копальньоки)

Копальничі цукерки («Копальньоки») — тверді Сілезькі цукерки без наповнення, із м'ятно-анісовим смаком, відомі з кінця XIX століття.

## Склад
Цукерки складаються з цукру, анісової олії, екстракту звіробою, меліси і м'яти, а також барвника — харчового вугілля.

## Назва
Назву солодощів можна пояснити тим, що цукерки є чорними і нагадують грудки вугілля. Іншим поясненням може бути факт, що цукерки роздавали шахтарям після робочої зміни для захисту горла від вугільного пилу. Шахтарі брали їх по декілька штук для своїх дітей і в такий спосіб вони стали широко відомим родинним делікатесом.